# North Carolina State Auditor
Der North Carolina State Auditor gehört zu den konstitutionellen Ämtern des Bundesstaates North Carolina. Ihm obliegt die Überwachung und die Überprüfung der Finanzkonten von allen staatlichen Behörden. Die aktuelle Amtsinhaberin ist Beth Wood.
Obwohl der Posten des State Auditors seit 1862 in North Carolina existiert, wurde das Amt des State Auditors in North Carolina erst durch die Verfassung von 1868 geschaffen. Der State Auditor wird seit dieser Zeit durch die wahlberechtigte Bevölkerung von North Carolina für vier Jahre gewählt. Vor 1862 ernannte die North Carolina General Assembly State Comptrollers und Abschlussprüfer (boards of auditors) in verschiedenen Teilen des Staates.

## Liste der North Carolina State Auditors

### Auditors of Public Accounts
| # | State Auditor      | Bild | Amtszeit  | Parteizugehörigkeit    |
| - | ------------------ | ---- | --------- | ---------------------- |
| 1 | Samuel F. Phillips |      | 1862–1864 | ernannt, nicht gewählt |
| 2 | Richard H. Battle  |      | 1864–1865 | ernannt, nicht gewählt |

### State Auditors
| #  | State Auditor            | Amtszeit  | Parteizugehörigkeit |
| -- | ------------------------ | --------- | ------------------- |
| 3  | Henderson Adams          | 1868–1873 | Republikaner        |
| 4  | John Reilly              | 1873–1877 | Republikaner        |
| 5  | Samuel L. Love           | 1877–1881 | Demokrat            |
| 6  | William Paul Roberts     | 1881–1889 | Demokrat            |
| 7  | George W. Sandlin        | 1889–1893 |                     |
| 8  | Robert M. Furman         | 1893–1897 | Demokrat            |
| 9  | Hal W. Ayer              | 1897–1901 | Populist            |
| 10 | Benjamin F. Dixon        | 1901–1910 | Demokrat            |
| 11 | Benjamin F. Dixon junior | 1910–1911 | Demokrat            |
| 12 | William Wood             | 1911–1921 | Demokrat            |
| 13 | Baxter Durham            | 1921–1937 | Demokrat            |
| 14 | George Ross Pou          | 1937–1947 | Demokrat            |
| 15 | Henry L. Bridges         | 1947–1981 | Demokrat            |
| 16 | Edward Renfrow           | 1981–1993 | Demokrat            |
| 17 | Ralph Campbell junior    | 1993–2005 | Demokrat            |
| 18 | Les Merritt              | 2005–2009 | Republikanerin      |
| 19 | Beth Wood                | seit 2009 | Demokratin          |